# Chiropotes utahicki
Chiropotes utahicki  (лат.) — вид приматов из парвотряда широконосые обезьяны.

## Описание
Примат среднего размера, с мохнатым хвостом, используемым для цепляния только в первые месяцы жизни. По бокам головы два пучка волос, на нижней части лица длинные волосы («борода»). Борода сильнее выражена у самцов. Длина тела самцов в среднем 39 см, длина тела самок в срденем 36,6 см. Средняя масса самцов — 3,06 кг, самок — 2,56 кг.

## Распространение
Представители вида встречаются только в Бразилии, где населяют дождевые леса Амазонии между реками Токантинс и Шингу.

## Классификация
Классификация черноспинных саки дискуссионна. Ранее все приматы из рода Chiropotes считались подвидами черноспинного саки (Chiropotes satanas), однако в 2002 году по совокупности генетических и морфологических отличий были выделены виды Chiropotes utahickae, Chiropotes chiropotes и Chiropotes sagulatus.

## Статус популяции
Международный союз охраны природы присвоил этому виду охранный статус «Под угрозой уничтожения». Основные угрозы популяции — уничтожение и фрагментация среды обитания, а также охота ради мяса и шерсти.